# Vodní nádrž Letovice
Vodní nádrž Letovice är en reservoar i Tjeckien.   Den ligger i regionen Södra Mähren, i den östra delen av landet, 160 km öster om huvudstaden Prag. Vodní nádrž Letovice ligger 360 meter över havet. Arean är 0,63 kvadratkilometer. I omgivningarna runt Vodní nádrž Letovice växer i huvudsak blandskog. Den sträcker sig 0,9 kilometer i nord-sydlig riktning, och 2,5 kilometer i öst-västlig riktning.
Följande samhällen ligger vid Vodní nádrž Letovice:
- Vranová (333 invånare)
- Lazinov (145 invånare)